# Schützenhaus der Bernburger Schützengilde

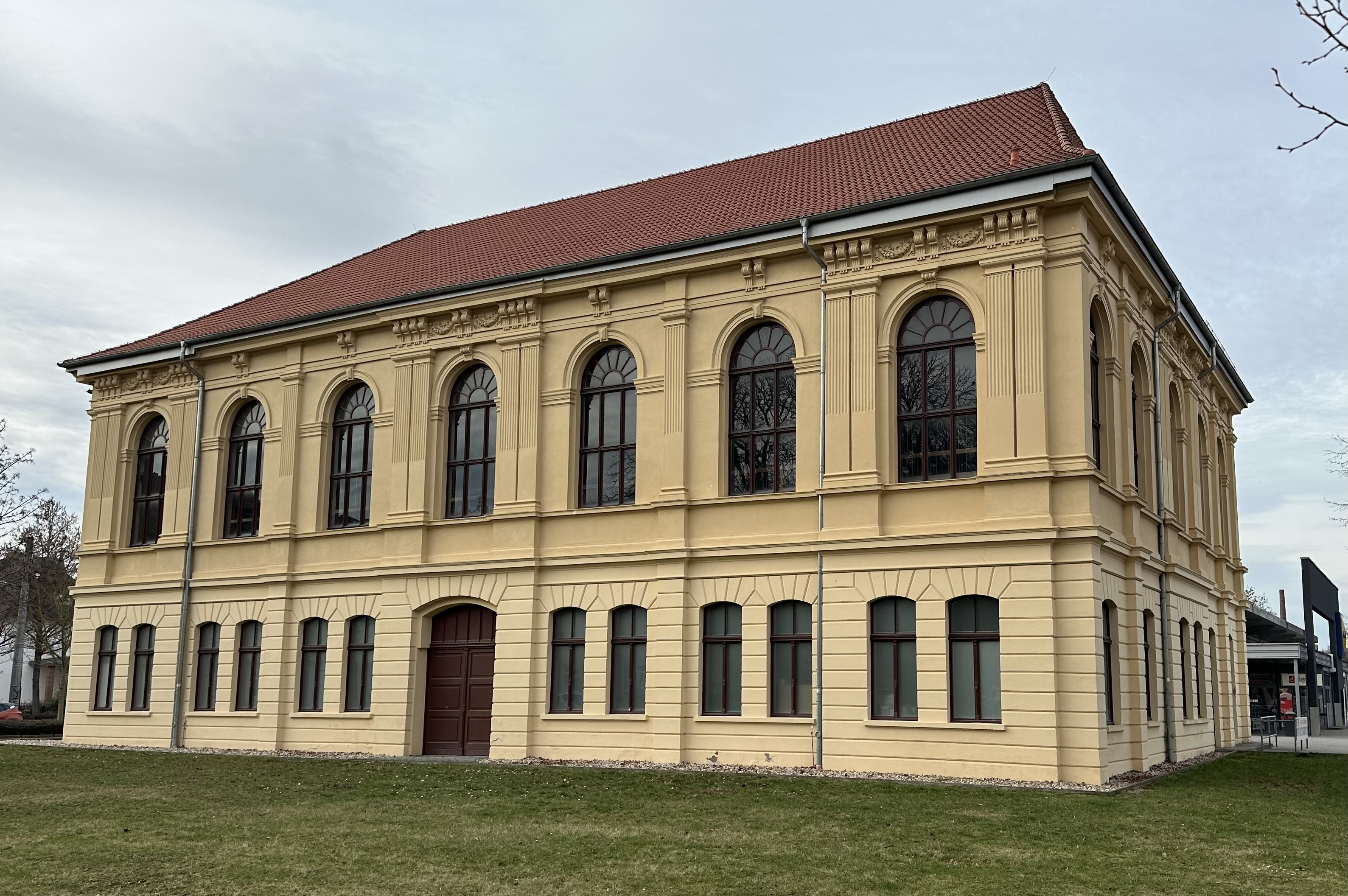
Schützenhaus im Jahr 2024

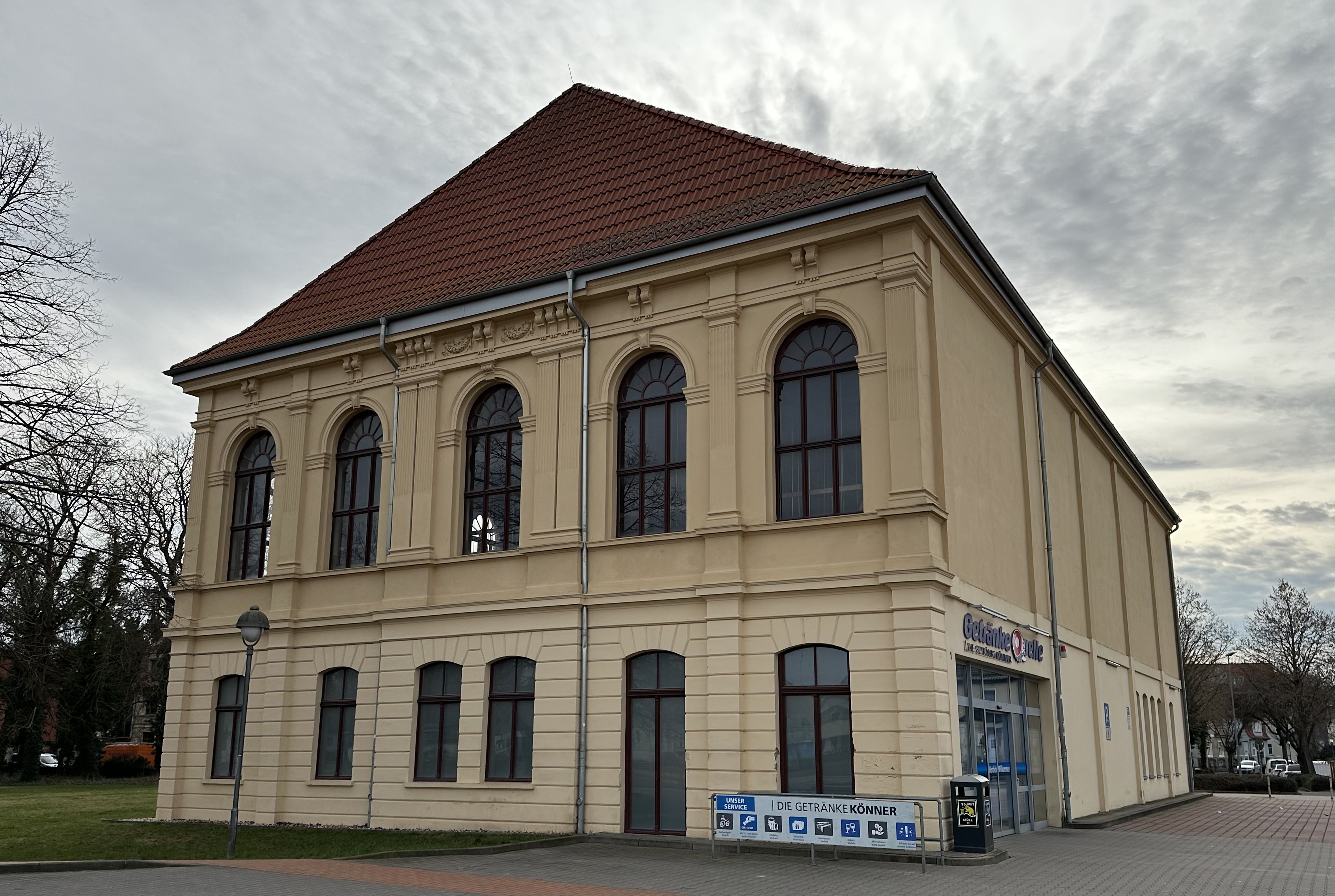
Blick von Norden

Das Schützenhaus der Bernburger Schützengilde ist ein denkmalgeschütztes Vereinshaus in Bernburg (Saale) in Sachsen-Anhalt.

## Lage
Das Gebäude liegt auf dem sogenannten Annenwerder nördlich der Bernburger Talstadt vor dem Nienburger Tor an der Adresse Platz der Jugend 1.

## Architektur und Geschichte
Ein Vorgängerbau des heutigen Gebäudes war 1845/1846 nach einem Entwurf von Johann Philipp August Bunge entstanden. Das heutige repräsentative zweigeschossige Haus wurde 1886 unter Einbeziehung von Teilen der Bausubstanz des Altbaus errichtet. Im Obergeschoss befindet sich ein prächtiger Saal mit die gesamte Raumhöhe umfassenden Rundbogenfenstern. Bedeckt ist der Bau von einem steilen Walmdach. Ein auf der Nordwestseite ursprünglich bestehender Anbau wurde Anfang des 21. Jahrhunderts abgerissen.
Dem Haus ist eine trapezförmige Grünanlage mitsamt Allee vorgelagert.
Im Denkmalverzeichnis des Landes Sachsen-Anhalt ist das Vereinshaus unter der Erfassungsnummer 094 60070 als Baudenkmal verzeichnet.
Das frei am Rande der Talstadt stehende Gebäude gilt als qualitätvoll und architektonisch in besonderer Weise wirkend. 